# Polygonatum pubescens
Polygonatum pubescens là một loài thực vật có hoa trong họ Măng tây. Loài này được (Willd.) Pursh miêu tả khoa học đầu tiên năm 1813.

## Hình ảnh

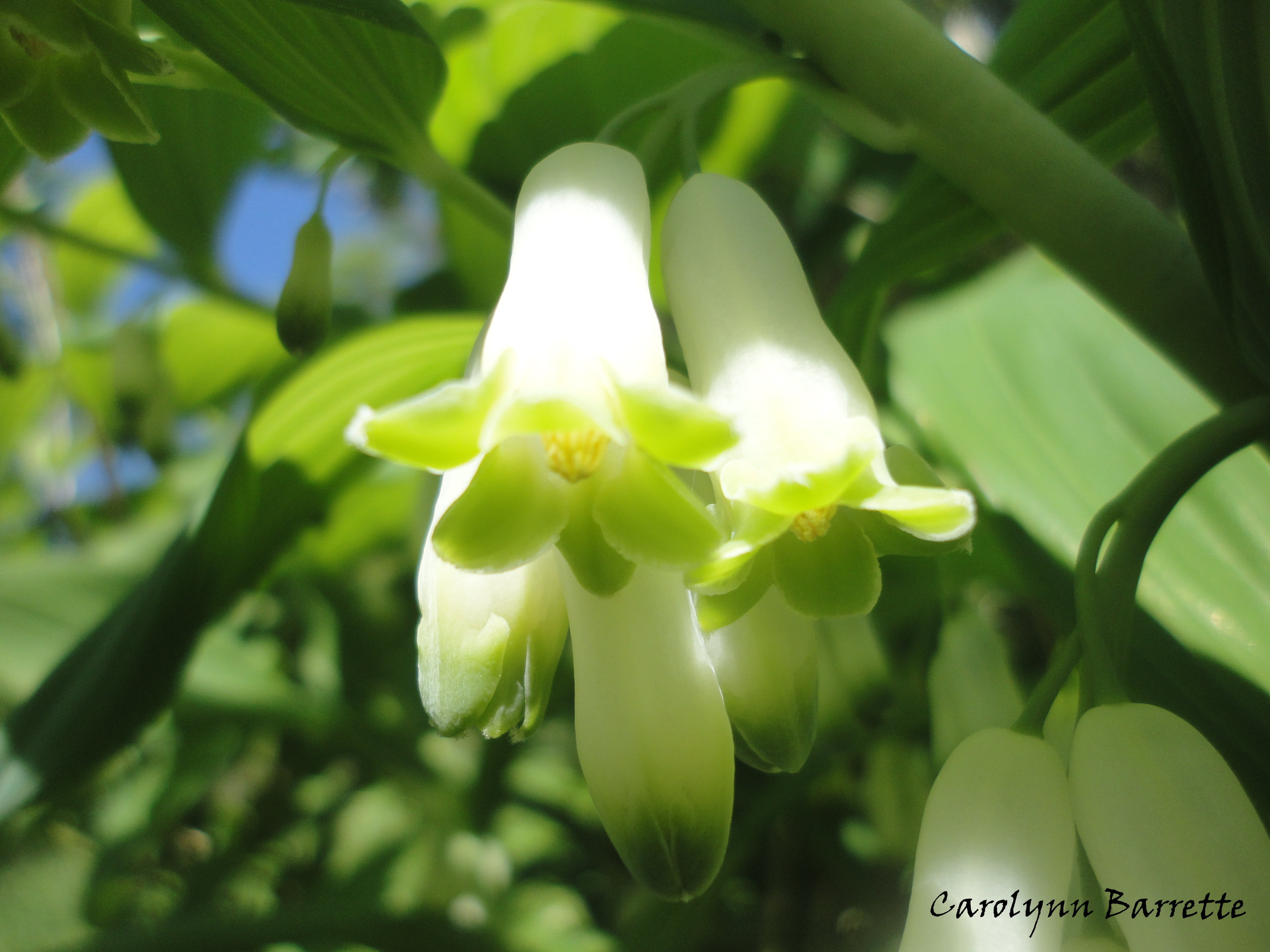